# Jinelle Zaugg-Siergiej
Jinelle Lynn Zaugg-Siergiej (27 marzo 1986) è una hockeista su ghiaccio statunitense.

## Palmarès

### Olimpiadi
- Argento a Vancouver 2010.

### Mondiali
- Argento a Canada 2007.